# Forum für Politik, Gesellschaft und Kultur
forum für Politik, Gesellschaft und Kultur ist eine Luxemburger Autorenzeitschrift, die 1976 gegründet wurde und sich als partizipatives Medienprojekt versteht. Als Herausgeber fungiert der gemeinnützige Verein forum ASBL. Finanziert wird die Zeitschrift durch Abonnements, Werbepartnerschaften, Spenden sowie eine Bezuschussung seitens des Luxemburger Kulturministeriums.
forum ist politisch unabhängig und versteht sich als Diskussionsplattform. Die Autoren stammen aus den unterschiedlichsten Bereichen und veröffentlichen Artikel auf Deutsch, Französisch, Luxemburgisch und Englisch. Die Zeitschrift publiziert elf Ausgaben pro Jahr mit einer durchschnittlichen Auflage von 2.000 Exemplaren, die an über 1.000 Abonnenten geschickt werden und zusätzlich in Zeitungsläden in Luxemburg erhältlich sind.
Jedes Heft enthält neben aktuellen Beiträgen zu Politik, Gesellschaft und Kultur ein Schwerpunktthema im Rahmen eines Dossiers. Die Themen variieren und decken ein breites Spektrum ab, darunter Umwelt, Gesellschaft, Religion, internationale und nationale Politik, Medien, Ökonomie, Datenschutz, Kultur.
Sämtliche Beiträge seit Gründung der Zeitschrift sind auf der Internetseite verfügbar.
Neben der Herausgabe des monatlichen Heftes fungiert forum gelegentlich als Verleger, die jüngste Veröffentlichung ist der sogenannte „Artuso-Bericht“ zur Kollaboration des Luxemburger Staates bei der Judenverfolgung während der deutschen Besetzung. Zudem organisiert der Verein eine regelmäßig stattfindende Veranstaltungsreihe namens „public forum“, deren Ziel ein offener Austausch über politische, gesellschaftliche und kulturelle Themen ist.

## Organisation
Die Redaktion besteht aus ehrenamtlichen Mitgliedern, die sich ungefähr alle zwei Wochen zusammenfinden, um über die inhaltliche Ausrichtung der Zeitschrift zu diskutieren. Sie besprechen relevante Themen und helfen dabei, mögliche Autoren zu identifizieren. Mitglieder dieser ehrenamtlichen Redaktion waren 2019: Jean-Paul Barthel, Lynn Herr, Albert Kalmes, Thomas Köhl, Pierre Lorang, Michel Pauly, Christina Schürr, Jürgen Stoldt, Viviane Thill, Raymond Weber, Jean-Marie Wagner.
Als fest angestellte Mitarbeiter pflegen mittlerweile zwei Koordinatoren pro-aktiv das Netzwerk an Autoren und Kontakten. Dominique Schlechter war die erste Koordinatorin der Zeitschrift, anschließend übernahmen Jürgen Stoldt (1997–2002), Volker Zotz (2002–2004), Lynn Herr (2005–2013), Kyra Fischbach (2009–2010), Bernard Thomas (2010–2013), Laurent Schmit (2012–2015), Stéphanie Majerus (2014–2015), Anne Schaaf (2015–2016), Kim Nommesch (2015–2017), Ben Manet (seit 2016) und Morgan Kuntzmann (seit 2017).
Der Vorstand ist für die strategische Weiterentwicklung des Projektes und die finanziellen Entscheidungen verantwortlich. Darüber hinaus ist er für die Mitarbeiter der Arbeitgeber. Präsident des Vorstands ist zurzeit Thomas Köhl. Weitere Vorstandsmitglieder sind Lynn Herr, Viviane Thill und Jean-Marie Wagner.

## Geschichte
forum wurde 1976 als Informationsblatt einer Jugendpfarrei gegründet und widmete sich insbesondere Umweltthemen, entwicklungspolitischen Fragen und der Reform innerhalb der katholischen Kirche. Forum stieß auf Aufmerksamkeit weit über das katholische Milieu hinaus und verstand sich als Gegenpol zur Tageszeitung Luxemburger Wort, die in den 1970er Jahren noch als „Bistumszeitung“ galt. In den 1980er Jahren wurde aus forum eine Zeitschrift, die den kritischen Aufbruch innerhalb der Luxemburger Zivilgesellschaft abbildete und zum Teil zu deren Sprachorgan wurde. Seit den 1990er Jahren kam die sozialwissenschaftliche, politische und kulturelle Begleitung der Veränderungen in der luxemburgischen Gesellschaft hinzu. Seit Anfang der 2000er Jahre bietet forum der 2003 gegründeten Universität und der Forschung in und über Luxemburg einen Ort, um Forschungsergebnisse einem größeren Publikum zugänglich zu machen.